# Остеон

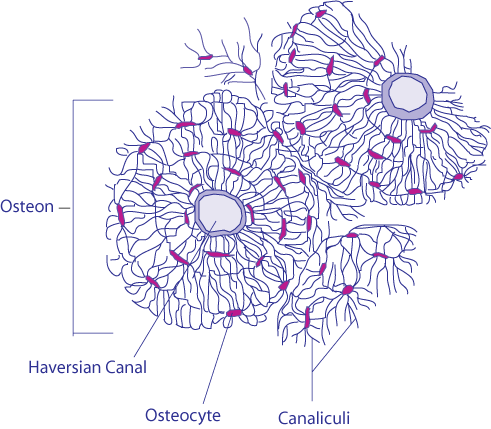
Фрагмент кістки

Остеон (дав.-гр. ὀστέον — «кістка», синонім: Гаверсова система) — структурна одиниця компактної речовини кістки, забезпечує її міцність. Діаметр остеона 0,3-0,4 мм. Зазвичай остеон складається з 5-20 кісткових пластинок, концентрично розміщених навколо центрального каналу (каналу Гаверса), у якому проходять живильні судини та нерви. Центральний канал містить також остеокласти та остеобласти. Пучки колагенових волокон у сусідніх пластинках розміщені під кутом, що сприяє зміцненню остеона як структурного елемента кістки. Між сусідніми остеонами розміщені так звані вставні, або проміжні, кісткові пластинки.
Компактна кісткова тканина представлена остеонами в багатьох хребетних тварин.